# Gran Premio di superbike di Magny-Cours 2009
Il Gran Premio di Superbike di Magny-Cours 2009 è stata la tredicesima prova su quattordici del campionato mondiale Superbike 2009, è stato disputato il 4 ottobre sul circuito di Magny-Cours e in gara 1 ha visto la vittoria di Ben Spies davanti a Noriyuki Haga e Max Biaggi, la gara 2 è stata vinta da Noriyuki Haga che ha preceduto Max Biaggi e Jonathan Rea.
La vittoria nella gara valevole per il campionato mondiale Supersport 2009 è stata ottenuta da Joan Lascorz in una gara che è stata interrotta prima del suo termine previsto a causa di un incidente occorso a Michele Pirro; la classifica è stata quella al termine del giro precedente e lo stesso pilota incidentato è stato classificato al decimo posto.

## Risultati

### Gara 1

#### Arrivati al traguardo[4]
| Pos. | Nº  | Pilota          | Squadra                    | Motocicletta         | Giri | Tempo     | Griglia | Punti |
| ---- | --- | --------------- | -------------------------- | -------------------- | ---- | --------- | ------- | ----- |
| 1º   | 19  | Ben Spies       | Yamaha WSB                 | Yamaha YZF R1        | 23   | 37:57.110 | 1º      | 25    |
| 2º   | 41  | Noriyuki Haga   | Ducati Xerox               | Ducati 1098R         | 23   | +0:00.181 | 5º      | 20    |
| 3º   | 3   | Max Biaggi      | Aprilia Racing             | Aprilia RSV4 Factory | 23   | +0:05.009 | 4º      | 16    |
| 4º   | 84  | Michel Fabrizio | Ducati Xerox               | Ducati 1098R         | 23   | +0:16.347 | 3º      | 13    |
| 5º   | 91  | Leon Haslam     | Stiggy Racing Honda        | Honda CBR1000RR      | 23   | +0:22.622 | 6º      | 11    |
| 6º   | 7   | Carlos Checa    | HANNspree Ten Kate Honda   | Honda CBR1000RR      | 23   | +0:24.948 | 12º     | 10    |
| 7º   | 71  | Yukio Kagayama  | Suzuki Alstare             | Suzuki GSX-R 1000 K9 | 23   | +0:27.144 | 13º     | 9     |
| 8º   | 67  | Shane Byrne     | Sterilgarda                | Ducati 1098R         | 23   | +0:27.578 | 9º      | 8     |
| 9º   | 11  | Troy Corser     | BMW Motorrad Motorsport    | BMW S1000 RR         | 23   | +0:28.486 | 8º      | 7     |
| 10º  | 96  | Jakub Smrž      | Guandalini Racing          | Ducati 1098R         | 23   | +0:28.716 | 10º     | 6     |
| 11º  | 111 | Rubén Xaus      | BMW Motorrad Motorsport    | BMW S1000 RR         | 23   | +0:52.680 | 15º     | 5     |
| 12º  | 15  | Matteo Baiocco  | Guandalini Racing          | Ducati 1098R         | 23   | +1:01.372 | 18º     | 4     |
| 13º  | 99  | Luca Scassa     | Team Pedercini             | Kawasaki ZX 10R      | 23   | +1:05.123 | 22º     | 3     |
| 14º  | 25  | David Salom     | Team Pedercini             | Kawasaki ZX 10R      | 23   | +1:05.483 | 20º     | 2     |
| 15º  | 94  | David Checa     | Yamaha France GMT 94 Ipone | Yamaha YZF R1        | 23   | +1:05.672 | 21º     | 1     |
| 16º  | 88  | Roland Resch    | TKR Suzuki Switzerland     | Suzuki GSX-R 1000 K9 | 23   | +1:29.284 | 24º     |       |
| 17º  | 40  | Flavio Gentile  | Honda Althea Racing        | Honda CBR1000RR      | 22   | +1 giro   | 25º     |       |

#### Ritirati
| Nº  | Pilota            | Squadra                  | Motocicletta         | Giri | Griglia |
| --- | ----------------- | ------------------------ | -------------------- | ---- | ------- |
| 22  | Leon Camier       | Aprilia Racing           | Aprilia RSV4 Factory | 20   | 16º     |
| 132 | Sheridan Morais   | Kawasaki World Superbike | Kawasaki ZX 10R      | 13   | 23º     |
| 10  | Fonsi Nieto       | DFX Corse                | Ducati 1098R         | 12   | 7º      |
| 23  | Broc Parkes       | Kawasaki World Superbike | Kawasaki ZX 10R      | 10   | 19º     |
| 65  | Jonathan Rea      | HANNspree Ten Kate Honda | Honda CBR1000RR      | 8    | 2º      |
| 77  | Vittorio Iannuzzo | Squadra Corse Italia     | Honda CBR1000RR      | 5    | 26º     |
| 9   | Ryūichi Kiyonari  | Ten Kate Honda Racing    | Honda CBR1000RR      | 3    | 17º     |
| 31  | Karl Muggeridge   | Suzuki Alstare           | Suzuki GSX-R 1000 K9 | 3    | 11º     |
| 66  | Tom Sykes         | Yamaha WSB               | Yamaha YZF R1        | 1    | 14º     |

### Gara 2

#### Arrivati al traguardo[5]
| Pos. | Nº  | Pilota          | Squadra                    | Motocicletta         | Giri | Tempo     | Griglia | Punti |
| ---- | --- | --------------- | -------------------------- | -------------------- | ---- | --------- | ------- | ----- |
| 1º   | 41  | Noriyuki Haga   | Ducati Xerox               | Ducati 1098R         | 23   | 38:00.282 | 5º      | 25    |
| 2º   | 3   | Max Biaggi      | Aprilia Racing             | Aprilia RSV4 Factory | 23   | +0:01.480 | 4º      | 20    |
| 3º   | 65  | Jonathan Rea    | HANNspree Ten Kate Honda   | Honda CBR1000RR      | 23   | +0:06.024 | 2º      | 16    |
| 4º   | 19  | Ben Spies       | Yamaha WSB                 | Yamaha YZF R1        | 23   | +0:18.135 | 1º      | 13    |
| 5º   | 91  | Leon Haslam     | Stiggy Racing Honda        | Honda CBR1000RR      | 23   | +0:21.236 | 6º      | 11    |
| 6º   | 71  | Yukio Kagayama  | Suzuki Alstare             | Suzuki GSX-R 1000 K9 | 23   | +0:23.647 | 13º     | 10    |
| 7º   | 67  | Shane Byrne     | Sterilgarda                | Ducati 1098R         | 23   | +0:23.701 | 9º      | 9     |
| 8º   | 31  | Karl Muggeridge | Suzuki Alstare             | Suzuki GSX-R 1000 K9 | 23   | +0:24.838 | 11º     | 8     |
| 9º   | 7   | Carlos Checa    | HANNspree Ten Kate Honda   | Honda CBR1000RR      | 23   | +0:31.455 | 12º     | 7     |
| 10º  | 11  | Troy Corser     | BMW Motorrad Motorsport    | BMW S1000 RR         | 23   | +0:32.507 | 8º      | 6     |
| 11º  | 10  | Fonsi Nieto     | DFX Corse                  | Ducati 1098R         | 23   | +0:37.594 | 7º      | 5     |
| 12º  | 111 | Rubén Xaus      | BMW Motorrad Motorsport    | BMW S1000 RR         | 23   | +0:44.727 | 15º     | 4     |
| 13º  | 84  | Michel Fabrizio | Ducati Xerox               | Ducati 1098R         | 23   | +0:49.782 | 3º      | 3     |
| 14º  | 15  | Matteo Baiocco  | Guandalini Racing          | Ducati 1098R         | 23   | +0:50.345 | 18º     | 2     |
| 15º  | 23  | Broc Parkes     | Kawasaki World Superbike   | Kawasaki ZX 10R      | 23   | +0:56.209 | 19º     | 1     |
| 16º  | 25  | David Salom     | Team Pedercini             | Kawasaki ZX 10R      | 23   | +0:58.796 | 20º     |       |
| 17º  | 94  | David Checa     | Yamaha France GMT 94 Ipone | Yamaha YZF R1        | 23   | +1:00.391 | 21º     |       |
| 18º  | 88  | Roland Resch    | TKR Suzuki Switzerland     | Suzuki GSX-R 1000 K9 | 23   | +1:20.777 | 24º     |       |
| 19º  | 132 | Sheridan Morais | Kawasaki World Superbike   | Kawasaki ZX 10R      | 23   | +1:24.318 | 23º     |       |

#### Ritirati
| Nº | Pilota            | Squadra              | Motocicletta         | Giri | Griglia |
| -- | ----------------- | -------------------- | -------------------- | ---- | ------- |
| 22 | Leon Camier       | Aprilia Racing       | Aprilia RSV4 Factory | 15   | 16º     |
| 99 | Luca Scassa       | Team Pedercini       | Kawasaki ZX 10R      | 14   | 22º     |
| 96 | Jakub Smrž        | Guandalini Racing    | Ducati 1098R         | 13   | 10º     |
| 77 | Vittorio Iannuzzo | Squadra Corse Italia | Honda CBR1000RR      | 12   | 26º     |
| 66 | Tom Sykes         | Yamaha WSB           | Yamaha YZF R1        | 3    | 14º     |

### Supersport

#### Arrivati al traguardo[3]
| Pos. | Nº  | Pilota            | Squadra                    | Motocicletta        | Giri | Tempo     | Griglia | Punti |
| ---- | --- | ----------------- | -------------------------- | ------------------- | ---- | --------- | ------- | ----- |
| 1º   | 26  | Joan Lascorz      | Kawasaki Motocard.com      | Kawasaki ZX-6R      | 19   | 32:21.660 | 2º      | 25    |
| 2º   | 35  | Cal Crutchlow     | Yamaha World Supersport    | Yamaha YZF R6       | 19   | + 0.937   | 1º      | 20    |
| 3º   | 54  | Kenan Sofuoğlu    | HANNspree Ten Kate Honda   | Honda CBR600RR      | 19   | + 5.910   | 3º      | 16    |
| 4º   | 13  | Anthony West      | Stiggy Racing Honda        | Honda CBR600RR      | 19   | + 20.797  | 16º     | 13    |
| 5º   | 8   | Mark Aitchison    | Honda Althea Racing        | Honda CBR600RR      | 19   | + 20.992  | 8º      | 11    |
| 6º   | 1   | Andrew Pitt       | HANNspree Ten Kate Honda   | Honda CBR600RR      | 19   | + 21.232  | 9º      | 10    |
| 7º   | 21  | Katsuaki Fujiwara | Kawasaki Motocard.com      | Kawasaki ZX-6R      | 19   | + 21.441  | 7º      | 9     |
| 8º   | 55  | Massimo Roccoli   | Intermoto Czech            | Honda CBR600RR      | 19   | + 23.539  | 14º     | 8     |
| 9º   | 14  | Matthieu Lagrive  | Honda Althea Racing        | Honda CBR600RR      | 19   | + 24.654  | 11º     | 7     |
| 10º  | 51  | Michele Pirro     | Yamaha Lorenzini by Leoni  | Yamaha YZF R6       | 19   | + 35.848  | 5º      | 6     |
| 11º  | 199 | Olivier Four      | Intermoto Czech            | Honda CBR600RR      | 19   | + 36.243  | 19º     | 5     |
| 12º  | 117 | Miguel Praia      | Parkalgar Honda            | Honda CBR600RR      | 19   | + 36.803  | 13º     | 4     |
| 13º  | 50  | Eugene Laverty    | Parkalgar Honda            | Honda CBR600RR      | 19   | + 52.022  | 4º      | 3     |
| 14º  | 101 | Kevin Coghlan     | Holiday Gym Racing         | Yamaha YZF R6       | 19   | + 55.274  | 21º     | 2     |
| 15º  | 28  | Arie Vos          | Veidec Racing RES Software | Honda CBR600RR      | 19   | + 55.831  | 18º     | 1     |
| 16º  | 82  | Julien Enjolras   | ParkinGO Triumph BE1       | Triumph Daytona 675 | 19   | + 56.277  | 24º     |       |

#### Non classificati
| Nº | Pilota          | Squadra            | Motocicletta   | Giri | Tempo     | Griglia |
| -- | --------------- | ------------------ | -------------- | ---- | --------- | ------- |
| 45 | Dan Linfoot     | Node 4 Yamaha      | Yamaha YZF R6  | 19   | + 55.550  | 20º     |
| 9  | Danilo Dell'Omo | Kuja Racing        | Honda CBR600RR | 19   | + 56.753  | 26º     |
| 88 | Yannick Guerra  | Holiday Gym Racing | Yamaha YZF R6  | 19   | +1:13.676 | 28º     |

#### Ritirati
| Nº | Pilota            | Squadra                    | Motocicletta        | Giri | Griglia |
| -- | ----------------- | -------------------------- | ------------------- | ---- | ------- |
| 77 | Barry Veneman     | George White Ten Kate R.   | Honda CBR600RR      | 19   | 12º     |
| 25 | Michael Laverty   | Echo CRS Grand Prix        | Honda CBR600RR      | 18   | 17º     |
| 22 | Robert Mureșan    | MS Racing                  | Triumph Daytona 675 | 17   | 23º     |
| 24 | Garry McCoy       | ParkinGO Triumph BE1       | Triumph Daytona 675 | 13   | 10º     |
| 30 | Jesco Günther     | RES Software Veidec Racing | Honda CBR600RR      | 13   | 27º     |
| 5  | Doni Tata Pradita | YZF Yamaha                 | Yamaha YZF R6       | 11   | 22º     |
| 99 | Fabien Foret      | Yamaha World Supersport    | Yamaha YZF R6       | 6    | 6º      |
| 61 | Fabrice Auger     | Marne Motor Sport          | Yamaha YZF R6       | 4    | 29º     |
| 23 | Chaz Davies       | ParkinGO Triumph BE1       | Triumph Daytona 675 | 3    | 15º     |
| 16 | Sam Lowes         | Echo CRS Grand Prix        | Honda CBR600RR      | 2    | 25º     |